# Ausa
Ausa là một thành phố và là nơi đặt hội đồng đô thị (municipal council) của quận Latur thuộc bang Maharashtra, Ấn Độ.

## Địa lý
Ausa có vị trí 18°15′B 76°30′Đ / 18,25°B 76,5°Đ Nó có độ cao trung bình là 634 mét (2080 foot).

## Nhân khẩu
Theo điều tra dân số năm 2001 của Ấn Độ, Ausa có dân số 30.863 người. Phái nam chiếm 51% tổng số dân và phái nữ chiếm 49%. Ausa có tỷ lệ 64% biết đọc biết viết, cao hơn tỷ lệ trung bình toàn quốc là 59,5%: tỷ lệ cho phái nam là 71%, và tỷ lệ cho phái nữ là 57%. Tại Ausa, 16% dân số nhỏ hơn 6 tuổi.